# Промес, Джеролд
Джеролд Райан Промес (нидерл. Jerold Ryan Promes; род. 9 марта 1984 года, Амстердам) — нидерландский футболист, игравший на позиции центрального защитника.

## Карьера
Промес начинал заниматься футболом в команде «Абкауде» из Утрехта. Его тренером был Робин Пронк. В 1997 году перешёл в академию амстердамского «Аякса». Его первым тренером в клубе стал Хенни де Регт. Джеролд прошёл все возрастные команды клуба, играл за резервный состав «Йонг Аякс», и в итоге в январе 2004 года с ним был подписал контракт.
В конце августа 2004 года было объявлено, что Промес покинет команду и перейдёт в «Валвейк». Контракт с защитником был рассчитан на два года. В чемпионате Нидерландов дебютировал 24 октября в матче с «Фейеноордом», завершившемся поражением «Валвейка» со счётом 4:0. Джеролд успел сыграть в Эредивизи семь матчей, перед тем как получить серьёзную травму колена в феврале 2005 года. Период реабилитации был длительным, он не играл в течение восемнадцати месяцев.
Летом 2006 года Промес стал игроком клуба АЗ из Алкмара, однако в сезоне 2006/07 он выступал только за резерв, набирая форму после травмы. В мае 2007 года 23-летний защитник подписал двухлетнее соглашение со «Спартой». Технический директор клуба Данни Блинд хорошо знал Промеса, который играл под его руководством в академии «Аякса». За два сезона Джеролд сыграл в чемпионате 39 матчей и даже отметился одним голом, в матче с ВВВ-Венло.
После окончания контракта Промес покинул «Спарту» и уже августе 2009 года присоединился к клубу «Телстар», который выступал в Первом дивизионе Нидерландов. С 2009 по 2013 год он провёл в первом дивизионе за «белых львов» 110 матчей, был капитаном команды.
Летом 2013 года Джеролд заключил контракт на три сезона с клубом ВВВ-Венло. Дебютировал за команду 2 августа в матче чемпионата с «Эйндховеном». В первом сезоне Промес был подвержен травмам. 31 октября в кубковом матче с «Херенвеном» он получил вывих левого плечевого сустава и был вынужден покинуть поле уже на 27 минуте. В январе 2014 года, во время матча с «Хелмонд Спорт», Промес повторно травмировал левое плечо. Позже стало известно, что ему предстоит операция.

## Личная жизнь
У Джеролда есть младшая сестра, которая на два года младше него.

## Достижения
ВВВ-Венло
- Победитель первого дивизиона Нидерландов: 2016/17